# 久保田邦夫
久保田 邦夫（くぼた くにお、1962年6月11日 - ）は、日本の作曲家、編曲家。東京都出身。

## 概要
高校3年生の時、TBSラジオと日本コカ・コーラ主催の『フレッシュサウンズコンテスト』に当時のバンドで出場。東京大会・関東大会で優勝し、全国大会で特別賞受賞。その後、1982年4月、日本コロムビアより同バンドでメジャー・デビュー。解散後、本格的に音楽制作の仕事に携わり、1985年からふきのとうのツアーに、サポート・ミュージシャンとして参加。細坪基佳・稲垣潤一・杉田二郎・松山千春・新垣勉・永井龍雲・松崎しげる・ヨシケン・安倍なつみ・中山美穂・荻野目洋子・本田美奈子・姿月あさとなどのサポートと劇伴・楽曲提供を並行して行っている。

## 主な作品

### 楽曲
- 錦野旦
  - 「Latin Lover」（編曲）
- 松崎しげる
  - 「めぐり逢うとき」（編曲）
  - 「For Your Love」（編曲）
- 吉本坂46
  - 「泣かせてくれよ」（共編曲） ※斉門と共同。

### テレビドラマ
- 麗わしき鬼（2007年、フジテレビ）
- エゴイスト 〜egoist〜（2009年、フジテレビ）

### スポーツ中継
- Baseball Legend（2010年、NHKプロ野球テーマソング）